# Scopula concatenata
Scopula concatenata är en fjärilsart som beskrevs av Hüfnagel 1767. Scopula concatenata ingår i släktet Scopula och familjen mätare. Inga underarter finns listade.